# Cantone di Goussainville
Il Cantone di Goussainville è una divisione amministrativa dell'Arrondissement di Sarcelles.
A seguito della riforma complessiva dei cantoni del 2014 è passato da 2 a 9 comuni.

## Composizione
Prima della riforma del 2014 comprendeva i comuni di:
- Goussainville
- Louvres

Dal 2015 comprende i comuni di:
- Chennevières-lès-Louvres
- Épiais-lès-Louvres
- Goussainville
- Louvres
- Marly-la-Ville
- Saint-Witz
- Survilliers
- Vémars
- Villeron